# Loganamaraspis dunlopi
Loganamaraspis dunlopi ist eine ausgestorbene Art aus der Ordnung Chasmataspidida der Kieferklauenträger (Chelicerata).

## Merkmale
Loganamaraspis dunlopi war ein großer Vertreter der Familie Diploaspididae (35 mm lang). Das Prosoma war fast quadratisch (Verhältnis Länge/Breite 0,75) und nach hinten etwas verlängert. Das Preabdomen bestand aus 3 gekrümmten Segmenten, welche in kürzer werdenden, eng anliegenden Stacheln ausliefen. Das Postabdomen war lang und spitz zulaufend (Verhältnis Segment 5/Segment 13 etwa 2,5). Der Telson war kurz und spitz zulaufend. Das Metastom war herzförmig.
Augen und andere dorsale Strukturen sind nicht erhalten geblieben. Außer der langen 5. Extremität, welche vermutlich ein Laufbein war, sind alle anderen nur fragmental erhalten geblieben.

## Etymologie
Der Gattungsname Loganamaraspis setzt sich zusammen aus Logan, nach dem Fundort, dem lateinischen Wort amare für Liebe, nach dem herzförmigen Metastom, und dem griechischen Wort aspis für Schild. Das Artepitheton wurde zu Ehren von Robert Dunlop, dem Entdecker dieser Art, und Jason A. Dunlop, der auf dem Gebiet der Chasmataspidida arbeitet, gewählt.

## Fundort
Es wurde nur ein Exemplar dieser Art in der Patrick Burn Formation beim Logan Water, Ayrshire in Schottland gefunden.

## Systematik
Loganamaraspis dunlopi ist der einzige aus dem Silur stammende Vertreter der Familie Diploaspididae aus der Ordnung Chasmataspidida.